# Hyllus argyrotoxus
Hyllus argyrotoxus là một loài nhện trong họ Salticidae.
Loài này thuộc chi Hyllus. Hyllus argyrotoxus được Eugène Simon miêu tả năm 1902.